# Liste von Felsinschriften
Dies ist eine Liste von Felsinschriften
Armenien
- Felsinschrift von Zowinar,

Iran
- Felsinschrift von Nascht-e ban
- Felsinschrift von Schischeh
- Felsinschrift vom Berg Zagan

Türkei
luwisch:
- Felsinschriften von Gürün, Zentraltürkei
- Felsinschrift von Kötükale, Zentraltürkei
- Felsinschrift von Topada
- Felsinschrift von Karaburna,
- Felsinschrift am Suratkaya,

urartäisch:
- Felsinschrift von Adaköy,
- Felsinschrift von Delibaba, Provinz Erzurum
- Felsinschrift von Kaisaran, Provinz Van
- Inschrift von Karataş
- Felsinschrift von Taşköprü, Nordtürkei
- Felsinschrift von Erek Daği,
- Felsinschrift von Yazılıtaş